# Kea (ö)
Kea (grekiska Κέα, även känd som Gia eller Tsia, under antiken Keos Κέως) är en av de kykladiska öarna i Egeiska havet. Kea ligger sydost om Attika och har en area på 129 km2. Dess invånarantal uppgick 2011 till 2 455.
Ön var redan i forntiden berömd för sin fruktbarhet och hade fyra städer, av vilka fornlämningar ännu är synliga. Från en bland dessa, Iulis, på vars plats öns enda nuvarande stad, Kea, ligger, härstammade de grekiska skalderna Simonides och Bakchylides. Utanför ön Kea ligger vraket av det brittiska hospitalskeppet HMHS Britannic som sjönk på grund av en sjömina den 21 November 1916